# Raymond Bellour
 (août 2022).
Raymond Bellour, né le 18 janvier 1939 à Lyon, est un écrivain français, critique et théoricien, principalement connu pour ses essais sur le cinéma et également Henri Michaux.

## Parcours
Après des études de lettres, il écrit des critiques de cinéma pour de nombreux organes de presse quotidienne ou hebdomadaire. En 1963, il fonde la revue Artsept. L'année suivante, il entre au CNRS. En 1979, il est docteur d'État. À partir de 1986, il donne des cours à l'université Sorbonne Nouvelle - Paris 3. Il participe à l'exposition Passages de l'image (1989).
En 1991, avec Serge Daney, il participe à la création de la revue Trafic.

## Ouvrages
- Alexandre Astruc, Seghers, 1963
- Henri Michaux ou une mesure de l’être, Gallimard, 1965 (édition augmentée, Henri Michaux, coll. « Folio essais », 1986)
- Les Rendez-vous de Copenhague, roman, Gallimard, 1966
- Le Livre des autres, essais et entretiens, L’Herne, 1971
- Dossiers du cinéma, Cinéastes 1 (collectif : Bory ; Brion ; Cluny ; Bellour ; Villelaur), Casterman, 1971
- Dossiers du cinéma, Films 1 (collectif : Bory ; Brion ; Cluny ; Bellour ; Villelaur), Casterman, 1971
- Le Livre des autres, entretiens, 10/18, UGE, 1978
- L’Analyse du film, Albatros, 1979 (réed. Calmann-Lèvy, 1995)
- Mademoiselle Guillotine, La Différence, 1989
- L’Entre-Images, Photo. Cinéma. Vidéo, La Différence, 1990
- Oubli, textes, La Différence, 1992
- L'Entre-Images 2 : Mots, Images, Paris, Éditions P.O.L, 14 février 1999, 384 p. (ISBN 2-86744-672-4, lire en ligne)
- Partages de l'ombre, textes, La Différence, 2002
- Le Corps du cinéma : hypnoses, émotions, animalités, Paris, Éditions P.O.L, 2009, 640 p. (ISBN 978-2-84682-279-4, lire en ligne)
- Lire Michaux, Paris, Gallimard, 2011, 160 p. (ISBN 978-2-07-013153-2)
- La Querelle des dispositifs. Cinéma – installations, expositions, Paris, P.O.L., 2012, 576 p.  (ISBN 978-2-8180-1701-2)
- L’Enfant, Paris, P.O.L., 2013, 112 p.  (ISBN 978-2-8180-1948-1)

- Pensées du cinéma, P.O.L, octobre 2016

## Sur l'auteur
- Lionel Bovier (ed.), Raymond Bellour. Between-the-Images(en), Dijon, France, Les Presses du réel, 2012, 420 p., 400 ill. n&b  (ISBN 978-2-84066-513-7)